# I. e. 144
Évszázadok: i. e. 3. század – i. e. 2. század – i. e. 1. század
Évtizedek: i. e. 190-es évek – i. e. 180-as évek – i. e. 170-es évek – i. e. 160-as évek – i. e. 150-es évek – i. e. 140-es évek – i. e. 130-as évek – i. e. 120-as évek – i. e. 110-es évek – i. e. 100-as évek – i. e. 90-es évek
Évek: i. e. 149 – i. e. 148 – i. e. 147 – i. e. 146 –  i. e. 145 – i. e. 144 – i. e. 143 – i. e. 142 – i. e. 141 – i. e. 140 – i. e. 139

## Események

### Róma
- Servius Sulpicius Galbát és Lucius Aurelius Cottát választják consulnak.
- Quintus Marcius Rex praetor peregrinus elkezdi kijavíttatni a romos régi vízvezetékeket és elkezdi egy új, az Aqua Marcia építését.
- Hispániában Fabius Maximus Aemilianus proconsul visszaszorítja a Viriathus vezette luzitán felkelőket, akik Baeculába vonulnak vissza.

### Hellenisztikus birodalmak
- Apamea helyőrségének vezetője, Diodotosz Trüphón fellázad II. Démétriosz szeleukida király ellen, kikiáltja az előző évben megölt I. Alexandrosz fiát, a gyerekkorú VI. Antiokhoszt királynak, ő pedig régensként kormányoz.
- Trüphón megnyeri az ügyének Jonatán Makkabeus júdeai kormányzót, megerősíti őt jeruzsálemi főpapi címében és kinevezi testvérét, Simon Makkabeust a föníciai partvidék sztratégoszává. Jonatán szíriai segítséggel elfoglalja Aszkalont és Gázát.
- VIII. Ptolemaiosz egyiptomi fáraó feleségül veszi nővérét, II. Kleopátrát. Ezt követően meggyilkoltatja Kleopátra fiát, VII. Ptolemaioszt.

## Halálozások
- VII. Ptolemaiosz Neosz Philopatór, egyiptomi fáraó

## Fordítás
- Ez a szócikk részben vagy egészben  a(z)   144 av. J.-C. című francia Wikipédia-szócikk ezen változatának fordításán alapul.  Az eredeti cikk szerkesztőit annak laptörténete sorolja fel. Ez a jelzés csupán a megfogalmazás eredetét és a szerzői jogokat jelzi, nem szolgál a cikkben szereplő információk forrásmegjelöléseként.